# یواس‌اس اسپرینگفیلد (۱۸۶۲)
یواس‌اس اسپرینگفیلد (۱۸۶۲) (به انگلیسی: USS Springfield (1862)) یک کشتی بود که طول آن ۱۳۴ فوت ۹ اینچ (۴۱٫۰۷ متر) بود. این کشتی در سال ۱۸۶۲ ساخته شد.